# Leptobrachella verrucosa
Leptobrachella verrucosa — вид жаб родини азійських часничниць (Megophryidae). Описаний у 2022 році.

## Поширення
Ендемік Китаю. Поширений на північному заході провінції Гуандун.